# Coleophora parthenogenella
Coleophora parthenogenella is een vlinder uit de familie kokermotten (Coleophoridae). De wetenschappelijke naam is voor het eerst geldig gepubliceerd in 2010 door Falck.
De soort komt voor in Europa.